# 丙腈
丙腈，或者乙基氰是一种分子式为C2H5CN的腈类化合物。它是一种透明的液体，具有高雅的甜味。

## 生产
丙腈可以通过丙酰胺脱水反应制备，或者利用丙烯腈的催化还原，或者通过乙基磺酸酯和氰化钾蒸馏反应得到。

## 毒性
丙腈当加热分解或者用酸处理就会产生毒性。丙腈因为在代谢当中会释放氰离子而被证实有致畸性。